# کانگین
کیم یونگ وون (کره‌ای: 김영운؛ زادهٔ ۱۷ ژانویه ۱۹۸۵) که بیشتر با نام هنری کانگین (강인؛ به معنای strong benevolence) شناخته می‌شود، خواننده، بازیگر، مجری تلویزیونی و مجری رادیویی سابق اهل کره جنوبی است. او بیشتر به عنوان عضو سابق گروه سوپر جونیور شناخته می‌شود.